# 别洛夫斯科耶农村居民点
别洛夫斯科耶农村居民点（俄语：Беловское сельское поселение）是俄罗斯联邦别尔哥罗德州别尔哥罗德区所属的一个农村居民点。其下辖有4个居民点，行政中心为别洛夫斯科耶。据2016年统计，该农村居民点的人口为3708人。